# 蟒石口镇
蟒石口镇，是中华人民共和国河北省张家口涿鹿县南山区下辖的一个乡镇级行政单位。

## 行政区划
蟒石口镇下辖以下地区：
马水村、穆家庄村、下庄河村、鱼水村、定乐安村、马兰村、马兰涧村、蟒石口村、黄花口村、香峰岩村、皮罗村、苗树村、湖峪村、北峪店村、北峪村、棋盘地村和大峪口村。